# Raffaele della Valle
Raffaele della Valle (Acqui Terme, 17 novembre 1939) è un politico e avvocato italiano.

## Biografia
Figlio di un magistrato napoletano e di una casalinga pavese, si trasferì a Monza nel 1946 e si laureò in giurisprudenza all'Università Cattolica di Milano. Poco dopo inizia la carriera di avvocato aprendo uno studio a Monza (divenne, tra l'altro, il legale di Enzo Tortora e della modella americana Terry Broome) occupandosi anche di politica, aderendo al Partito Liberale Italiano.
Segretario della Gioventù Liberale a Monza dal 1959 al 1970, Consigliere comunale nella stessa città per circa 13 anni (dal 1970 al 1983) e membro del Consiglio Nazionale del PLI, abbandonò per qualche anno la politica nel 1988; alle elezioni politiche del 1992 si candidò con i liberali senza essere  eletto.
Nel 1994 aderì a Forza Italia, di cui fu uno dei fondatori, venendo eletto nello stesso anno deputato e diventando primo capogruppo dei forzisti a Montecitorio (21 aprile 1994-14 ottobre 1994) e poi vicepresidente della Camera (9 novembre 1994- 8 maggio 1996), proprio a seguito della nomina di Vittorio Dotti a successore di Della Valle come capogruppo azzurro. Ha fatto parte della Commissione Giustizia, nella quale ha svolto l'attività di relatore nel disegno di legge sulla custodia cautelare ed è stato altresì membro della Commissione Stragi.
Dal 1996 non si ricandida alle elezioni, preferendo dedicarsi agli impegni professionali e alle associazioni di cui fa parte.
È stato inoltre il legale difensore di Vitalij Markiv, militare italo-ucraino accusato dell'uccisione del fotocronista autonomo Andrea Rocchelli e dell'ex-dissidente sovietico Andrej Mironov, assolto con formula piena dalla Corte suprema di cassazione.